# Sveti Gregor, Ribnica

Lega kraja v Atlasu okolja

Sveti Gregor, pogosto zapisano okrajšano kot Sv. Gregor, je gručasto naselje in krajevna skupnost v Občini Ribnica.
Predstavlja središče Slemena na jugu Velikolaščanske pokrajine. Stoji na razglednem vrhu, kjer je razvodje med ponikalnicama Rašico in Bistrico. K naselju spadajo tudi osamljene hiše »Ograja«, »Podlipa« in »Stari Malin« v gozdnati grapi Žegnanega studenca, kjer je vodno zajetje.
V Svetem Gregorju stoji podružnična šola.
V naselju je župnijska cerkev svetega Gregorja Velikega.

## Znane osebnosti
- Pri Svetem Gregorju se je rodil Janez Evangelist Krek (* 1865 - † 1917), slovenski politik, sociolog, pisatelj, teolog, publicist in časnikar